# Sergio Onofre Jarpa
Sergio Onofre Jarpa Reyes, né à Rengo le 8 mars 1921 et mort le 19 avril 2020, est un homme politique chilien, successivement membre du Parti du Travail agricole, d'Acción Nacional, du parti national et de Rénovation nationale. 
Il fut sénateur de la circonscription de Santiago du Chili en 1973, ambassadeur sous la dictature militaire et ministre de l'intérieur dans le gouvernement d'Augusto Pinochet de 1983 à 1985. Cofondateur de Rénovation Nationale qu'il préside de 1987 à 1992, il fut de nouveau sénateur pour la région du Maule de 1990 à 1994. 

## Biographie
Sergio Onofre Jarpa fut un partisan du président Eduardo Frei Montalva (parti démocrate-chrétien du Chili) et un opposant irréductible au président Salvador Allende (Unidad Popular). Ayant approuvé le coup d'État du 11 septembre 1973, il devint ambassadeur du Chili en Colombie (1976-1978) puis en Argentine (1978-1983). 
Son passage au ministère de l'intérieur du 10 août 1983 au 12 février 1985 est connu sous le nom de « printemps de Jarpa » du fait qu'il ait permis le rapprochement entre les différentes formations d'opposition à la dictature militaire et établi un dialogue entre les opposants et les partisans de Pinochet. 
Il s'est retiré de la vie politique en 1994.